# 本山駅 (神奈川県)
本山駅（ほんざんえき）は、神奈川県横浜市鶴見区豊岡町にあった鶴見臨港鐵道の駅（廃駅）である。正式名称は、本山停留場（ほんざんていりゅうじょう）。現在のJR鶴見線の鶴見 - 国道間にあった。
總持寺への参拝客に向けた門前駅として1930年に開業したが、僅か12年後の1942年に廃止。国有化前に廃止された。
駅名は、總持寺に由来している。總持寺は曹洞宗の大本山であり、その「本山」を取って駅名とした。隣駅の国道駅や石油駅と同様、付近にある建築物の名前から駅名を取った例である。

## 歴史
- 1930年（昭和5年）10月28日：鶴見臨港鐵道の停留場として開設[1]。
- 1942年（昭和17年）12月12日：太平洋戦争激化に伴う燃料統制を目的とした停車駅削減により廃止[1]。

## 駅構造
島式ホーム1面2線を有する高架駅であった。

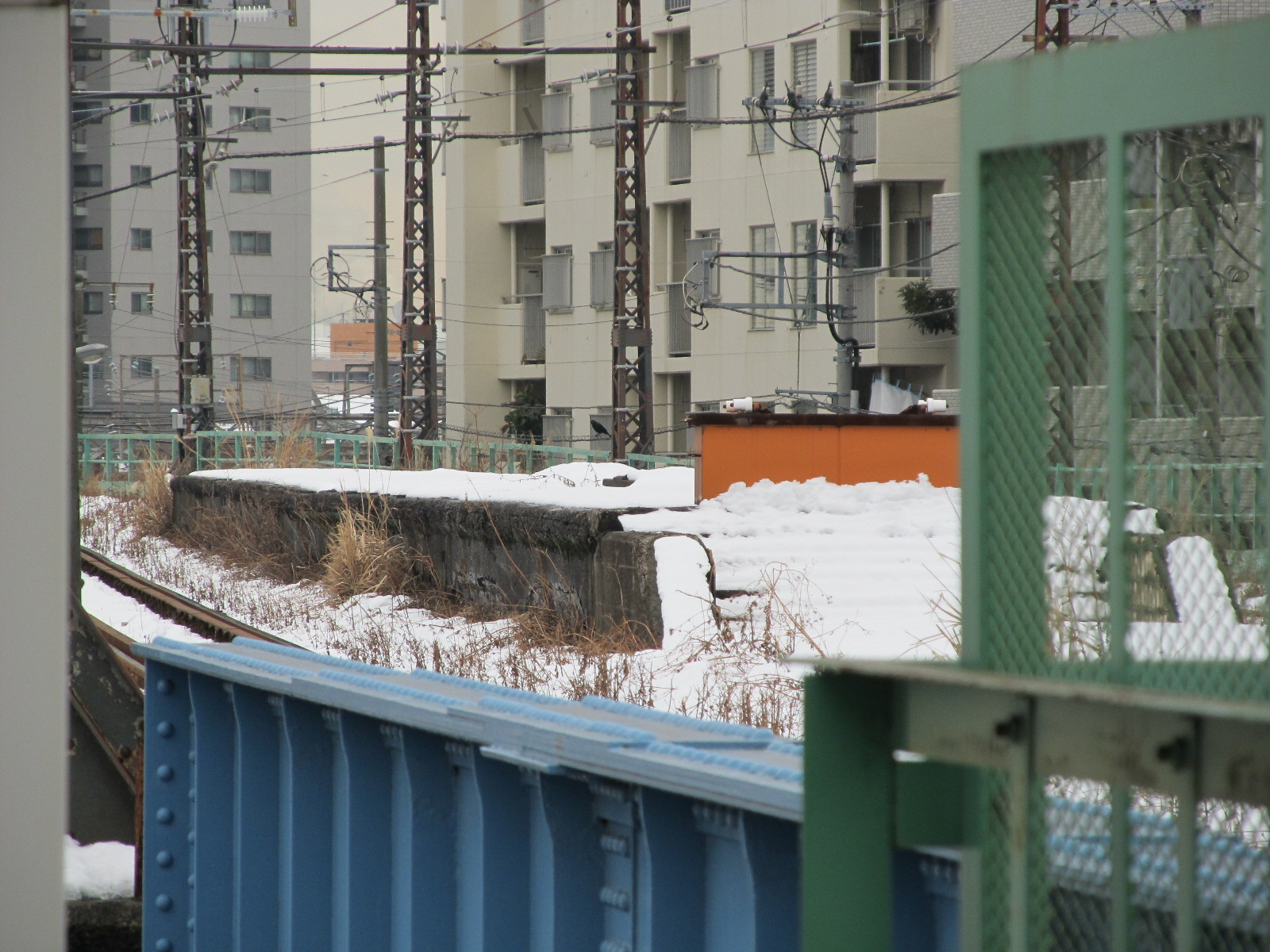
プラットホーム跡（2013年1月）

現在も鉄道遺構として駅のプラットホームと階段が残っており、鶴見線鶴見駅 - 国道駅間で車窓から見ることが可能。
高架下には、鶴見臨港鐵道のバス事業が分離独立した川崎鶴見臨港バスの鶴見営業所が置かれ、駅廃止後もそのまま使用された。臨港バス鶴見営業所が1970年に鶴見区駒岡へ移転した後も、高架下の施設は「鶴見営業所分室本山車庫」として使用されている。最寄りバス停留所は「本山前」。
また当駅跡の直下には総持寺踏切があり、開かずの踏切となっていたが、2012年に廃止された。

## 駅周辺
近くに總持寺や花月園があり、当時は高架下の商店街には食堂、石材店、生花店、菓子店などがあり、参詣客や行楽客で賑わった。
- 總持寺[1]
- 花月園
  - 花月園遊園地（閉園）
  - 花月園競輪場（廃止）
- 子生山 東福寺 - 1087年3月18日創建、鶴見で最古の寺院[6]。
- 鶴見大学

### 周辺の駅
- 花月園前駅 - 京急本線の駅。2020年（令和2年）3月14日、花月総持寺駅に駅名変更[7][8][9]。
- 総持寺駅 - 京浜電鉄の廃駅。1911年（明治44年）11月1日開業。海岸電気軌道との乗換駅となった。詳細は「総持寺駅 (神奈川県)」を参照。
- 海岸電気軌道 総持寺駅 - 1937年（昭和12年）12月1日廃止[10]。跡地は本山前桜公園（鶴見区鶴見中央5丁目）。

## 隣の駅
鶴見臨港鉄道
鶴見駅 - 本山駅 - 国道駅